# Sumpigaster fasciata
Sumpigaster fasciata là một loài ruồi trong họ Tachinidae.